# Sarcohyla pentheter
Espèce
Synonymes
- Hyla pentheter Adler, 1965
- Plectrohyla pentheter Faivovich, Haddad, Garcia, Frost, Campbell, and Wheeler, 2005

Statut de conservation UICN

 EN B1ab(iii,v) : En danger
Sarcohyla pentheter est une espèce d'amphibiens de la famille des Hylidae.

## Répartition
Cette espèce est endémique du Mexique. Elle se rencontre sur le versant Pacifique de la sierra Madre del Sur dans les États de Guerrero, d'Oaxaca et de Mexico.

## Publication originale
- Adler, 1965 : Three new frogs of the genus Hyla from the Sierra Madre del Sur of Mexico. Occasional papers of the Museum of Zoology University of Michigan, vol. 642, p. 1-22 (texte intégral).